# シール・アリー・ハーン
シール・アリー・ハーン （Sher_Ali_Khan、1825年 - 1879年2月21日）は、アフガニスタン首長（在位：1863年 - 1866年、1868年 - 1878年12月）。ドースト・ムハンマド・ハーンの息子。シェール・アリーとも表記される。

## 生涯

### 王位継承争い
父により後継に選定され、1863年に王位に就いた。しかし、2人の異母兄アフザルとアズィームとの間に王位継承をめぐる争いが生じた。1864年にアフザルやアズィームらは反乱を起こし、1866年にシール・アリーは王位を奪われた。
アフザル（在位：1866年 - 1867年10月）は1867年に死去し、アズィーム（在位：1867年 - 1868年）が跡を継いだ。これに対し、シール・アリーも軍事力を回復。1869年に長男のヤアクーブ・ハーンの援助を受けてカーブルに入城した。王位継承争いに敗れたアズィームはイランに、またアフザルの子アブドゥッラフマーン・ハーンはロシア領トルキスタンに、それぞれ亡命した。

### 第二次アフガン戦争
1868年から1873年にかけ、ブハラ、ヒヴァ、コーカンドの三ハーン国がロシアに征服されると、シール・アリーはイギリスとの友好関係を強化しようとする。しかし、イギリスからは満足な回答を得られなかった。
1878年に露土戦争が勃発すると、カーブルで反英宣伝を行った。英領インド当局はネヴィル・ボウルズ・チェンバレンを団長とする使節団を派遣しようとしたが、シール・アリーは入国を拒否。これにより第二次アフガン戦争（1878年 - 1881年）が勃発した。
シール・アリーはイギリス軍に敗れた。彼はカブール占領の前日に退位し、ヤアクーブ・ハーンを摂政として残して、自らはバクトリアに逃れ、ロシアの援助を要請したが拒絶される。行動を制限されて帰国し、1879年2月21日、マザーリシャリーフで死去した。
ヤアクーブ・ハーンは、5月15日にガンダマク条約を結び、第二次アフガン戦争は終結した。